# 小安峡温泉
小安峡温泉（おやすきょうおんせん）は、秋田県湯沢市（旧国出羽国、明治以降は羽後国）にある温泉。

## 泉質
- 含芒硝弱食塩泉
  - 源泉温度98℃

## 温泉街
小安峡近く、皆瀬川と国道398号沿いに温泉街が広がる。温泉地には小安峡大噴湯があり、国道から皆瀬川に下った渓谷からは、高温の温泉が大量に噴出する光景を見ることができる。
旅館などは19軒存在する。飲泉場や足湯を備えた旅館が存在する。
日帰り入浴施設は1件ある。旅館、キャンプ場の日帰り受付を利用することもできる。また共同浴場も数軒存在するが地元の人専用が多い。

## 歴史
江戸時代にはすでに湯治場として開けていた。
2019年、経営会社が廃業したことにより放置されていた、小安観光ホテル鶴泉荘の解体工事が秋田県内初の略式代執行により開始。国道398号をまたぐ渡り廊下も姿を消すこととなった。

## アクセス
- JR奥羽本線 湯沢駅より羽後交通路線バス「小安温泉ゆき」で約50分。
- 同駅からは予約制乗合タクシー「こまちシャトル」も運行されている[2]。

## 周辺
- 小安峡

下記はいずれも「こまちシャトル」でアクセス可能。
- 大湯温泉（奥小安峡）
- 泥湯温泉
- 川原毛地獄
- 秋ノ宮温泉郷
- 須川温泉